# Ganado (Texas)
Pour les articles homonymes, voir Ganado (homonymie).
Ganado est une ville située au centre-est du comté de Jackson , au Texas, aux États-Unis,.

## Démographie
Lors du recensement de 2010, la ville comptait une population de 2 003 habitants. Elle est estimée, en 2016, à 2 102 habitants.

## Personnalités
- Glenn Sparkman (1992-), joueur de baseball né à Ganado.

### Source de la traduction
- (en) Cet article est partiellement ou en totalité issu de l’article de Wikipédia en anglais intitulé « Ganado, Texas » (voir la liste des auteurs).